# Isonychus fulvipennis
Isonychus fulvipennis är en skalbaggsart som beskrevs av Moser 1921. Isonychus fulvipennis ingår i släktet Isonychus och familjen Melolonthidae. Inga underarter finns listade i Catalogue of Life.